# 7062 Meslier
För andra betydelser, se Meslier.
7062 Meslier eller 1991 PY5 är en asteroid i huvudbältet som upptäcktes den 6 augusti 1991 av den belgiske astronomen Eric W. Elst vid La Silla-observatoriet. Den är uppkallad efter den franske prästen Jean Meslier.
Asteroiden har en diameter på ungefär 6 kilometer och den tillhör asteroidgruppen Tirela.